# Société d'études nord-américaines
La Société d’études nord-américaines (SENA) est un groupe de recherche français en civilisation américaine créé en 1988 par des historiens contemporains, des géographes et des politologues.
Elle remet des prix récompensant les meilleures études nord-américaines.